# 아무리 사랑해도
"아무리 사랑해도"는 1969년 공개된 대한민국의 영화이다.

## 배역
- 문희
- 남궁원
- 남진
- 박암
- 쓰리보이
- 김웅
- 한소아